# Fanex
Fanex – polski producent przypraw i sosów z siedzibą w Radonicach.

## Produkty
Fanex Sp. z o.o. zajmuje się m.in. produkcją sosów, ketchupów, majonezów, musztard, dressingów, marynat, paluszków oraz słonych przekąsek.

Przedsiębiorstwo nawiązuje współpracę z wieloma lokalami gastronomicznymi, między innymi z siecią barów szybkiej obsługi KFC, dla której jest dostawcą ketchupu na terenie Polski.

## Wyróżnienia
W roku 2011 produkty „Ketchup nr 7” oraz „Majonez wyborowy” otrzymały odznaczenie Znak jakości Q.

Wiele z wyrobów firmy posiada także wyróżnienie „Poznaj Dobrą Żywność”.